# 高砂 (馬)
高砂（欧字名:Takasago、生没年不詳）は、日本の繁殖牝馬。品種は血統不詳（血統登録上はアラブとされる）であったにもかかわらず、サラブレッドやアングロアラブとの交配によって構築された牝系が20世紀後半においても繁栄をみせた。

## 概要
1867年（慶応3年）にフランスから日本へ輸入された。当時のフランス皇帝ナポレオン3世から徳川幕府の第14代家茂への贈られた馬の一頭である。
フランス側の資料では、バルブ種とされている。馬の内訳を記した資料で、葦毛の牝は1866年に4歳で幹（体高）1m47cmの無名の一頭だけである。
明治維新の混乱期に行方不明となるが、何頭かの馬を目撃したフランス公使の抗議を受けたことによる明治政府の捜索により所在が確認された。
高砂が出産した牝馬の吾妻や第二高砂から続く牝系は、アングロアラブと交配された系統が日本のアングロアラブの6分の1を占めるといわれるほどの繁栄をみせ、エスケープハッチは高知競馬で南国王冠・高知市長賞3回など2008年（平成20年）に引退するまでに54勝を記録した。またサラブレッド系種とされた子孫からも重賞優勝馬のセカイオー、イナボレス、エツザン、コーナンルビーをはじめとする活躍馬が出ている。

## 産駒一覧
|       | 馬名           | 誕生年 | 性 | 毛色 | 父         | 厩舎 | 馬主 | 戦績 | 主な成績 | 供用 | 出典 |
| ----- | -------------- | ------ | -- | ---- | ---------- | ---- | ---- | ---- | -------- | ---- | ---- |
| 初仔  | 吾妻           | 1870年 | 牝 | 栗毛 | 不明       |      |      |      |          | 繁殖 |      |
| 第2仔 | 第二高砂       | 1879年 | 牝 | 芦毛 | ブラドレー |      |      |      |          | 繁殖 |      |
| 第3仔 | 第四ブラドレー | 1882年 | 牡 | 芦毛 | ブラドレー |      |      |      |          |      |      |